# Hooghout (bosbouw)

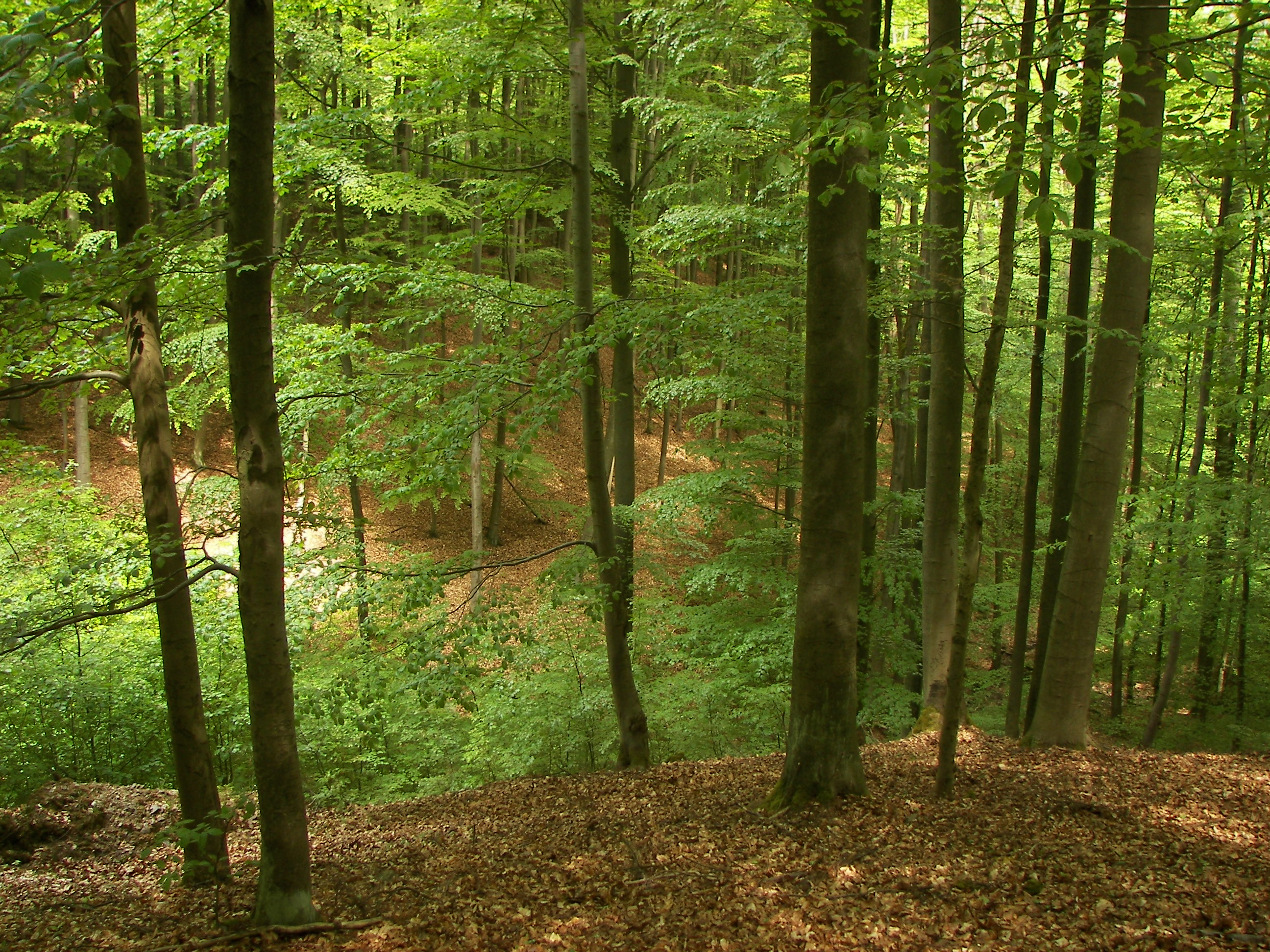
Voorbeeld van een hooghoutbos

Hooghout (ook wel hooghoutsysteem genoemd) is een vorm van productiebos waarbij de beheerder de bomen tot relatief grote exemplaren laat uitgroeien.
Het doel van hooghoutproductie is het kweken van grote rechte stammen. Een hooghoutbos bestaat uit volwassen volgroeide bomen. Het bos kan één boomsoort bevatten maar het bos kan ook gemengd zijn.
Hooghout wordt in stand gehouden door middel van verjonging. De oude opstand van bomen wordt kleinschalig en geleidelijk of in grotere eenheden tegelijk vervangen door jonge bomen. Op deze manier blijft het productiebos in stand. De verjonging kan tot stand komen door natuurlijke verjonging of door zaaien of aanplanten van nieuwe bomen.